# Богородица Неиспивена Чаша
Икона Богородице „Неиспивена Чаша” „Неисцрпна чаша“ „Чаша која се не испија”  је икона Богородице која потиче из Серпуховског Ваведенског Владичнског манастира. Позната је од 1878. године и поштована је у Руској православној цркви као чудотворна.
Иконографски потиче од тип иконе Богородице-Оранта. Богородица је приказана у молитвеној пози са подигнутим рукама, дете Христос је приказано како стоји у путиру и благосиља обема рукама.
Верује се да они који се моле пред овом сликом могу добити исцељење од болести, укључујући алкохолизам и наркоманије.
Оригинална откривена икона изгубљена је 1929. године. Постојеће две копије налазе се у Серпухову у манастирима Висотски и Владицхни.
Прослава иконе се обавља 5. маја по јулијанском календару.

## Порекло иконе „Неисцрпна чаша“
Историја иконе „Неисцрпна чаша“ потиче од никејске иконе „Трбух твој био је света трпеза“, која је постала позната 304. године, током Амирове опсаде града Никеје, који се налази у Малој Азији. „Неки Константин, очајан у победи над непријатељем и окривљујући Бога за то, угледа недалеко од себе икону Мајке Божије и реши у гневу и горчини да је скрнави: разбије икону, бацивши камен. , а затим стаде ногама да гази поштовани свети лик. Али Бог се не може ругати! Те исте ноћи јавила му се у сну Богородица и рекла: „Велику си ми срамоту учинио. Знај да си ово учинио на своју пропаст.” Казна богохулника убрзо је уследила. Током битке, Константин је заједно са другим војницима појурио на зидине да одбије непријатеља и, погођен каменом у главу, пао је мртав.
Овај догађај је испричан оцима Првог Никејског сабора 325. године, који су започели певање пред иконом Богородице: „Утроба твоја поста Света Трпеза“. На назидање свих верујућих, свако ко једе Тело Христово (који се причешћује) не умире, макар и много недаћа и јада у животу претрпео.

## Изглед слике
Појава слике „Неисцрпне чаше“ догодила се 1878. Сељаку Ефремовског округа Тулске области, војнику у пензији, опседнутом пијанством који је због тога изгубио способност ходања, у сну се појавио стари схихомонах и рекао: „Идите у град Серпухов. у манастир Богородице. Пред њом је икона Богородице „Неисцрпна чаша“ и бићете здрави душом и телом. Сељак није одмах отишао у манастир, већ је после трећег јављања старешине кренуо на пут четвороношке.
Стигавши у Ваведенски Владичански женски манастир, мученик је причао о својим сновима и тражио да служи молебан, али нико у манастиру није знао за икону Богородице са тим именом. Тада је за такву икону предложена икона са ликом Чаше, која се налазила у пролазу од саборне цркве до сакристије. На полеђини ове иконе био је натпис: „Неисцрпна чаша“. У схимонаху који се јавио сељаку, препознао је старца Варлаама, градитеља овог манастира. Након служења молитве, бивши пијанац је добио не само исцељење болних ногу, већ је изгубио и зависност од алкохола. Тада су се молитвом пред овим образом почела дешавати бројна исцељења.
Икона је била посебно поштована у Серпухову. У центру града, при храму блаженопочившег кнеза Александра Невског, створено је Александро-Невско братство. Сваке недеље, уз мноштво народа испред копије чудотворне иконе Богородице „Неисцрпна Чаша“, у цркви су се служиле молитве уз читање акатиста, који се обично завршавао верским и моралним разговорима.

## Губитак иконе
Након затварања манастира Владични двадесетих година 19. века, чудотворна икона је премештена у Саборни храм Светог Николе – Саборни храм Светог Николе Белог. 1928-1930, Серпуховску епархију је предводио епископ Мануил (Лемешевски). У његовим мемоарима је записано да је обновио поштовање светиње овог манастира, локално поштоване иконе Богородице „Неисцрпна чаша“, која је до тада постепено падала у заборав. Такође, по жељи верника, по благослову епископа серпуховског Мануела, осликано је осам примерака чудотворне иконе.
Године 1929. Саборна црква Светог Николе је затворена, све њене светиње су спаљене на обалама реке Наре. Иконе са ликом Богородице „Неисцрпна чаша“, укључујући и прототип, нетрагом су нестале, а молитвене службе су престале.

## Обнова поштовања иконе
Поштовање иконе „Неисцрпна чаша“ настављено је 80-их година 20. века. Ректор помесне цркве пророка Илије, архимандрит Јосиф (Балабанов)  наставио је у Серпухову предреволуционарну традицију клањања недељом молитви за исцељење од болести пијанства. читање акатиста Богородици „Неисцрпна Чаша“.
Након обнављања Серпуховског Висоцког манастира 1991. године, у овом манастиру је почео да се служи молебан „Неисцрпној чаши“. Руски иконописац Александар Соколов је 1992. године насликао нову икону „Неисцрпна чаша“, која је постала позната у целом православном свету. Слика је украшена сребрном басмом, а касније је у доњи леви угао иконе уметнут реликвијар са делом појаса Пресвете Богородице. Почело је ходочашће ка икони, јављала су се чуда.
6. маја 1996. године у Серпухово-Введенском Владичном манастиру, месту појаве прототипа у 19. веку, освећена је новостворена копија чудотворне иконе.
30. маја 1997. године, по благослову Патријарха Алексија II, икона „Неисцрпна чаша“ је уврштена у православни црквени календар, што је било званично признање сверуског поштовања овог лика Богородице.